# CGC Viareggio 1986-1987
Questa voce raccoglie le informazioni riguardanti del CGC Viareggio nelle competizioni ufficiali della stagione 1986-1987.

## Stagione
Dodicesimo campionato di Serie A1. La società vuole rafforzare la squadra e lottare per le prime posizioni. Il pubblico è uno dei più numerosi in Italia e merita qualche soddisfazione finalmente. Viene acquistato dal Forte dei Marmi Carlos Moreta, argentino, centravanti, per riformare insieme quella coppia di attacco con Jaime fatta di potenza e genialità. A fare da regista viene preso dal Vercelli, campione d'Italia, Alessandro Barsi. Nella rosa è presente il giovane Alessandro Bertolucci, che già l'anno scorso ha fatto vedere cose egregie. Alla vigilia del campionato, c'è molta attesa nei tifosi. Il Viareggio è senza dubbio competitivo.
In Coppa Italia, il CGC eliminerà una dopo l'altra, Breganze, Forte dei Marmi e Vercelli. Dopo tanti anni ritorna in semifinale e incontra proprio il Novara. Ancora una volta la squadra piemontese eliminerà i bianconeri, prima di vincere il trofeo, per una differenza reti di un goal a favore degli azzurri.
In campionato termina al terzo posto, piazzamento mai raggiunto nella storia dal club bianconero. Nei quarti di finale play-off scudetto supera il Bassano agevolmente. Tra la finale e il Viareggio rimane da superare il Vercelli, campione in carica, che può avere l'eventuale bella in casa, perché meglio piazzata. Purtroppo la squadra gialloverde vince la serie di partite per 3-0 e fa svanire i sogni di gloria dei bianconeri.
La strada intrapresa è quella giusta e la sensazione nei tifosi è che non manchi molto per il salto di livello.

## Maglie e sponsor
Lo sponsor ufficiale per la stagione 1986-1987 fu Levante Assicurazioni.
| 1ª divisa | 2ª divisa |

## Organico

### Giocatori
Dati tratti dal sito internet ufficiale della Federazione Italiana Sport Rotellistici.
| N° | Naz.                 | Ruolo | Sportivo              |  |  |  |
| -- | -------------------- | ----- | --------------------- |  |  |  |
| 1  | Italia (bandiera)    | P     | Massimo Farioli       |  |  |  |
| 10 | Italia (bandiera)    | P     | Alessandro Pardini    |  |  |  |
| 3  | Italia (bandiera)    | E     | Alessandro Barsi      |  |  |  |
| 5  | Italia (bandiera)    | E     | Silvano Paoli         |  |  |  |
| 4  | Italia (bandiera)    | E     | Gino Marabotti        |  |  |  |
| 7  | Italia (bandiera)    | E     | Alessandro Bertolucci |  |  |  |
| 9  | Argentina (bandiera) | E     | Carlos Moreta         |  |  |  |
| 6  | Argentina (bandiera) | E     | Nelson Jaime          |  |  |  |
| 8  | Italia (bandiera)    | E     | Riccardo Bertolucci   |  |  |  |
| 2  | Italia (bandiera)    | E     | Mazzoni               |  |  |  |